# Brunnenthal (Soleure)
Pour les articles homonymes, voir Brunnenthal.
Brunnenthal est une localité de Messen et une ancienne commune suisse du canton de Soleure. Depuis le 1er janvier 2010, la commune de Brunnenthal a intégré la commune de Messen comme Balm bei Messen et Oberramsern. Son ancien numéro OFS est le 2447.

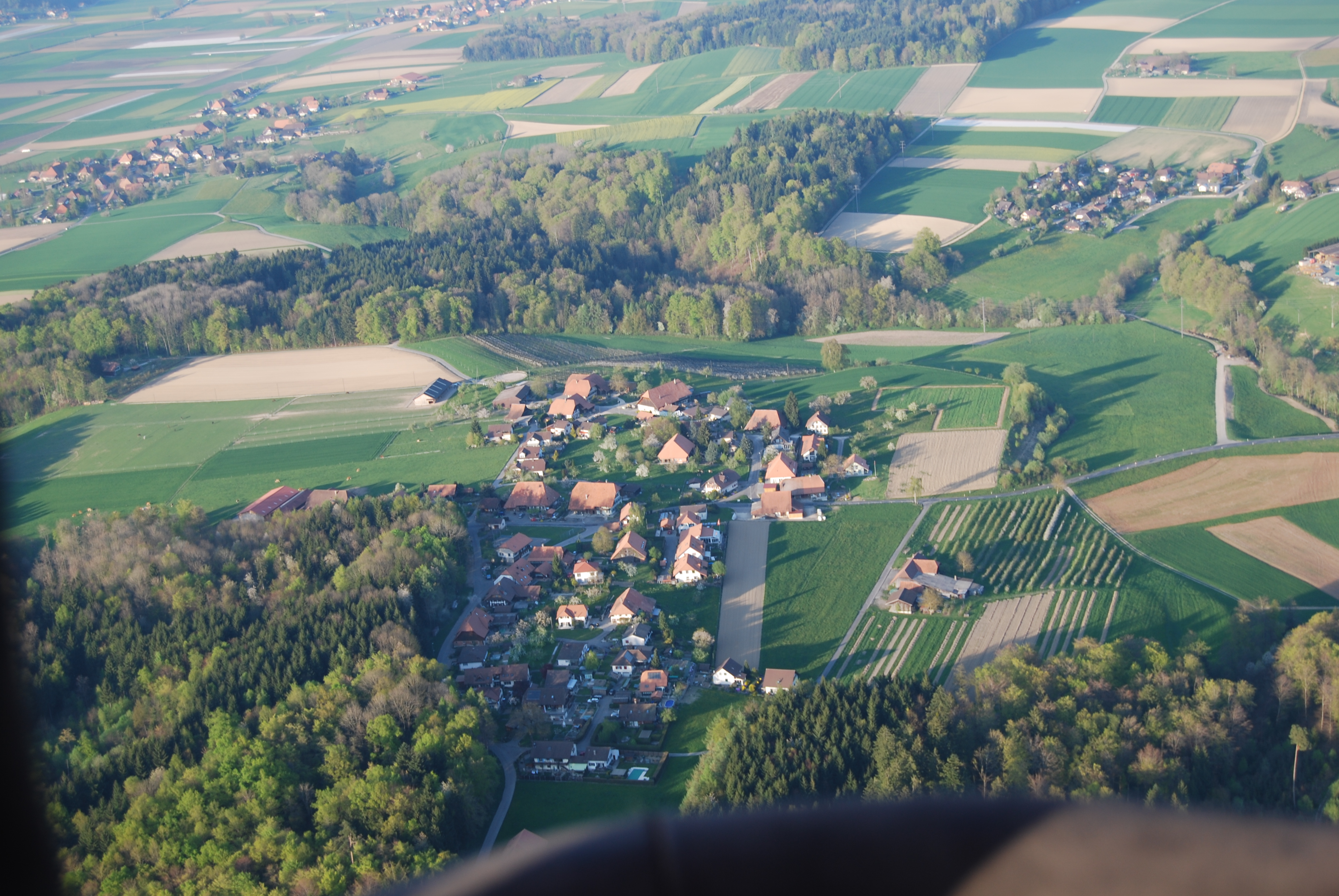
Brunnenthal